# Maliszów
Maliszów dawniej też Maliszew – wieś w Polsce, położona w województwie mazowieckim, w powiecie radomskim, w gminie Kowala. Ma status sołectwa.
| SIMC    | Nazwa    | Rodzaj     |
| ------- | -------- | ---------- |
| 0627124 | Lubelska | część wsi  |
| 0627147 | Majewo   | przysiółek |
| 0627130 | Piachy   | część wsi  |

Prywatna wieś szlachecka Maleszów, położona była w drugiej połowie XVI wieku w powiecie radomskim województwa sandomierskiego. W latach 1975–1998 miejscowość administracyjnie należała do województwa radomskiego.
Przez wieś przebiega trasa drogi wojewódzkiej nr 733 oraz drogi wojewódzkiej nr 744.
Wierni Kościoła rzymskokatolickiego należą do parafii św. Wojciecha w Kowali.